# Bloomingdale (Ohio)
Bloomingdale es una villa ubicada en el condado de Jefferson en el estado estadounidense de Ohio. En el Censo de 2010 tenía una población de 202 habitantes y una densidad poblacional de 886,28 personas por km².

## Geografía
Bloomingdale se encuentra ubicada en las coordenadas 40°20′32″N 80°49′4″O / 40.34222, -80.81778. Según la Oficina del Censo de los Estados Unidos, Bloomingdale tiene una superficie total de 0.23 km², de la cual 0.23 km² corresponden a tierra firme y (0%) 0 km² es agua.

## Demografía
Según el censo de 2010, había 202 personas residiendo en Bloomingdale. La densidad de población era de 886,28 hab./km². De los 202 habitantes, Bloomingdale estaba compuesto por el 98.02% blancos, el 0.5% eran afroamericanos, el 0.5% eran amerindios, el 0% eran asiáticos, el 0% eran isleños del Pacífico, el 0% eran de otras razas y el 0.99% pertenecían a dos o más razas. Del total de la población el 0% eran hispanos o latinos de cualquier raza.